# 橋本ひろし
橋本 ひろし（はしもと ひろし、本名：橋本 浩、1952年2月5日 - ）は日本の実業家・シンガーソングライターである。長野県出身。キョウデングループ創業者で元会長、代々木アニメーション学院学院長。
昭和KDE、KYODEN（THAILAND）CO.,LTDなど20数社からなるキョウデングループを率いる。50歳を過ぎて音楽活動を開始、2008年までに自身のオリジナル楽曲は既に160曲を越える。ライブを中心に積極的に音楽活動を展開。ニックネームは「神童」。

## 来歴

### 企業家としての顔
工業高校卒業後に父を失い、一家を支えるために「今日から電気屋」の略として、試作品用プリント基板を小ロット短期間で仕上げる事業を柱としたキョウデンを創業。その後、昭和KDEを皮切りに、パソコンメーカーSOTEC、大手スーパー長崎屋、など破綻寸前の企業を次々買収し再生させる。特に長崎屋の再生は、当初16年とされていた計画予定を12年繰り上げ、4年で会社更生手続きを終結させ、その後全株式をドン・キホーテに売却している。現在は大江戸温泉物語にも資本参加し、かんぽの宿を格安で購入しリニューアルして多大な利益を上げるなどする。2007年にはグループ全体の売上げで3000億円越えを達成、その後全株式をベインキャピタルに売却しているまた、2009年には石川県加賀市にかつて存在した江戸時代の街並みを再現したテーマパーク「加賀百万石時代村」（2006年閉鎖）の跡地を買収して「日本元気劇場」として再生させたが2013年には休園となっている。
キョウデングループの会長を退任後はラーメン屋でアルバイト店長をやっている。

### 橋本ひろしと冒険団時代
元々は橋本が私財10億円を投じて結成した 7人組のインディーズヴォーカルグループ「橋本ひろしと冒険団」を組んでいたが、2006年7月に一度解散。解散中の2006年8月25日付の有線放送インディーズチャートで「目標」が1位を獲得する。2006年9月に新メンバーによって3人組の「第二期冒険団」を結成するも、2007年8月に再び解散。

### ソロ活動
2007年6月20日、アルバム『たまるか たまるか たまるか』でソロデビュー。ハリー吉田との出会いにより、その音楽的才能を一気に開花させることとなる。以後、2人のタッグで地道な活動を展開していく。自らがオーナーでもある東京・六本木のライブハウスSPLASHにて毎週金曜日に「トーキングブルース＠Bar橋本」と称したライブを行う。2008年11月23日にリリースしたシングル「おっさん辛いね泣きたいね」が大手着うたサイトレコ直の演歌歌謡曲部門でデイリーチャート1位、週間チャート1位、12月度月間総合チャート3位を獲得。2009年7月、ユニバーサルシグマよりメジャーデビュー。

## ディスコグラフィー

### シングル
橋本ひろしと冒険団（第1期）
- がんばれ自分（MULTI VIBRATION[4]、2005年3月14日）「橋本ひろしと冒険団 with 田中真弓,佐藤節」名義
- 桜の下で（MULTI VIBRATION、2006年3月2日）「橋本ひろしと冒険団」名義
- 一生懸命生きてはいるけど…（MULTI VIBRATION、2006年4月19日）「橋本ひろしと冒険団」名義

橋本ひろしと冒険団（第1期、内部ユニット及びソロ）
- 仕事じゃなくて私見て（MULTI VIBRATION、2004年11月10日）「ひろこ&ユキ」名義
- 桜の下で（MULTI VIBRATION、2005年4月6日）「ユキ」名義

橋本ひろしと冒険団（第2期）
- 目標（MULTI VIBRATION、2007年1月24日）「橋本ひろしと冒険団」名義

ソロ
- おっさん辛いね泣きたいね（MULTI VIBRATION、2008年11月23日）
- たまるか たまるか たまるか（ユニバーサルシグマ、2009年1月27日）配信限定
- 元気 DE SHOW（ユニバーサルシグマ、2009年7月15日）
- 愛娘（あいむすめ）（日本クラウン、2011年3月9日）

### アルバム
橋本ひろしと冒険団（第1期）
- サクラの下で（MULTI VIBRATION、2004年7月21日）「橋本ひろしと冒険団」名義
  1. 桜の下で
  2. 黒い瞳
  3. 仕事じゃなくて私見て
  4. エンドレス
  5. カラス
  6. 馬鹿なんだよね
  7. ものさし
  8. 風は私に何はこぶ
  9. 相聞歌
  10. 愛娘

ソロ
- たまるか たまるか たまるか（MULTI VIBRATION、2007年6月20日）
  1. 目標
  2. おっさんそんなにムキになるなよ俺はここにいる
  3. 自由
  4. 生きてはいますが…
  5. 希望
  6. それぞれの道
  7. カラス
  8. ぜんまい仕掛けの目覚まし時計
  9. 今、僕は六本木の交差点に立つ
  10. たまるか
  11. 故郷
- 耳醒ませ（MULTI VIBRATION、2009年1月28日） - ライブアルバム＋スタジオ録音2曲
DISC-1
  1. 天に向かって弓を射ろ
  2. がんばれって言わないで
  3. 人間失格
  4. それぞれの道
  5. 故郷（スタジオ録音）
  6. 愛娘（スタジオ録音）

DISC-2
  1. たまるか
  2. ぜんまい仕掛けのめざまし時計
  3. 愛情タンク
  4. 限りあるわが命の中で
  5. 目標
  6. カラス
  7. 今僕は六本木の交差点に立つ
  8. ハレルヤ
  9. おっさんそんなにむきになるなよ俺はここにいる
  10. 生きてはいますが…

## 書籍

### 著書
- 『気が小さいから成功できた 「どっちかなどっちかな」と迷ったぶんだけ、人間力が磨かれる』（2004年9月23日、ゴマブックス）ISBN 9784777100682
- 『100歳以下はみんな10代だ！ 格差社会を「楽」に「楽」しく「激」しく生きる！』（2008年10月30日、マガジンハウス）ISBN 9784838719211

## 出演

### テレビ
- 日経スペシャル カンブリア宮殿 「異端の激安王が吠える！ ～素人だからこそ勝てる！ビジネス成功術～」（2008年8月4日、テレビ東京）- キョウデングループ 会長として出演[5]。
- 新報道2001（2008年11月2日〜、フジテレビジョン）
- ビートたけしのTVタックル（2010年7月5日、テレビ朝日）

### ラジオ
- 橋本ひろしのどっちかな人生（2004年10月〜2005年3月、文化放送）
- 橋本ひろしの人気者を探せ!（2006年10月〜2007年3月、ニッポン放送）
- MUSIC FOR LIFE（エフエムインターウェーブ）
- 橋本ひろしの世の中は口に出してはいけないことで成り立っている（2008年10月5日〜2009年3月、TOKYO FM）
- 橋本ひろしの日本元気劇場!（2009年4月〜9月、TOKYO FMなど6局）